# Turenne (cuirassé)
Pour les articles homonymes, voir Turenne.
Le Turenne est un cuirassé à coque en fer de la classe Bayard ayant été en service dans la Marine française. Lancé en 1879, il entre en service en 1882 ; il est retiré du service en 1901.

## Commandement
- 1881 : Léopold Pallu de la Barrière
- 1882 : Pierre Pierre
- 1885-1887 : Théodore Edmond Dupuis
- 1889-1890 : Charles Aubry de la Noé